# ふな ふな ふなっしー♪ 〜ふなっしー公式テーマソング〜
「ふな ふな ふなっしー♪ 〜ふなっしー公式テーマソング〜」（ふな ふな ふなっしー ふなっしーこうしきテーマソング）は、ふなっしーの1枚目のシングルである。2013年11月27日発売。発売元はユニバーサルミュージック。

## 概要
千葉県船橋市の非公認ご当地キャラ、ふなっしーによる11月27日(いいふなの日)にリリースされた歌手デビューシングル。DVDつきストア限定・産地直送盤、DVDつき初回限定盤、通常盤(初回プレス仕様)の3形態で販売された。作詞及び作曲もふなっしーが手掛けており、編曲とプロデュースはTHE ALFEEの高見沢俊彦が担当した。
2014年より、音楽ゲーム『太鼓の達人 どんとかつの時空大冒険』（ニンテンドー3DS、バンダイナムコゲームス）、『pop'n music ラピストリア』（アーケード、コナミデジタルエンタテインメント）、『太鼓の達人 キミドリVer.』（アーケード、バンダイナムコゲームス）、『Dance Evolution ARCADE』（アーケード、コナミデジタルエンタテインメント）にも収録されている。

## 収録曲

### CD
1. ふな ふな ふなっしー♪ 〜ふなっしー公式テーマソング〜
  - 作詞・作曲：ふなっしー 編曲：高見沢俊彦
2. ふな ふな ふなっしー♪ 〜ふなっしー公式テーマソング〜(カラオケ)
3. ふな ふな ふなっしー♪ 〜ふなっしー公式テーマソング〜(インスト)

### DVD
産地直送盤、初回限定盤のみ収録
1. ふな ふな ふなっしー♪ 〜ふなっしー公式テーマソング〜 ミュージックビデオ
2. ふな ふな ふなっしー♪ 〜ふなっしー公式テーマソング〜 “いとうまゆ”による振付け解説
3. 貴重なオフショット&ドッキリ映像